# Roman Atwood
Roman Bernard Atwood (sinh ngày 28 tháng 5 năm 1983) là một nhân vật YouTube, diễn viên hài kịch, vlogger, và diễn viên trò đùa người Mỹ. Anh được biết đến với vlog, khi anh đăng tải về cuộc sống của anh. Kênh vlog của anh, "RomanAtwoodVlogs", đã có tổng cộng 5,37 tỷ lượt xem và 15,6 triệu lượt đăng ký. Kênh của anh hiện đang đứng thứ 50 trong số những kênh được đăng ký nhiều nhất YouTube. Anh cũng có kênh YouTube khác là RomanAtwood, khi anh đăng tải những video trò đùa, nhưng anh đã không đăng tải video nào sau 2 năm. Kênh trò đùa này của anh đã có tổng cộng 1,53 tỷ lượt xem và 10,4 triệu lượt đăng ký. Anh đã trở thành YouTuber thứ hai sau Germán Garmendia đã nhận được 2 Nút Play Kim cương cho cả hai kênh của anh.

## Giải thưởng và đề cử
| Năm  | Người đề cử                                              | Thể loại                | Giải thưởng        | Kết quả   | Ref.  |
| ---- | -------------------------------------------------------- | ----------------------- | ------------------ | --------- | ----- |
| 2014 | Roman Atwood                                             | Pranks                  | 4th Streamy Awards | Đề cử     | [ 1 ] |
| 2015 | Crazy Plastic Ball Prank #WithDad, Roman Atwood (Nissan) | Brand Campaign          | 5th Streamy Awards | Đoạt giải | [ 2 ] |
| 2016 | Roman Atwood                                             | YouTube Comedian        | 8th Shorty Awards  | Đoạt giải | [ 3 ] |
| 2016 | Roman Atwood                                             | Entertainer of the Year | 6th Streamy Awards | Đề cử     | [ 4 ] |